# Municipio de Burke (Arkansas)
El municipio de Burke (en inglés: Burke Township) es un municipio ubicado en el condado de Little River en el estado estadounidense de Arkansas. En el año 2010 tenía una población de 297 habitantes y una densidad poblacional de 2,48 personas por km².

## Geografía
El municipio de Burke se encuentra ubicado en las coordenadas 33°45′29″N 94°17′44″O / 33.75806, -94.29556. Según la Oficina del Censo de los Estados Unidos, el municipio tiene una superficie total de 119.79 km², de la cual 119,35 km² corresponden a tierra firme y (0,37 %) 0,44 km² es agua.

## Demografía
Según el censo de 2010, había 297 personas residiendo en el municipio de Burke. La densidad de población era de 2,48 hab./km². De los 297 habitantes, el municipio de Burke estaba compuesto por el 89,9 % blancos, el 3,03 % eran afroamericanos, el 4,04 % eran amerindios, el 0,34 % eran asiáticos, el 1,01 % eran de otras razas y el 1,68 % eran de una mezcla de razas. Del total de la población el 1,35 % eran hispanos o latinos de cualquier raza.